# Casa a la Prenyanosa II
Casa a la Prenyanosa II és una obra del municipi de Cervera (Segarra) protegida com a Bé Cultural d'Interès Local.

## Descripció
Casa cantonera sense particularitats extraordinàries -la cronologia la situaríem al segle xviii, tal com ho evidencia la porta de la llinda plana situada a la part estreta de la casa. L'element més singular de l'edifici, però, seria un magnífic encaix per una premsa de vi -testimoni inequívoc de l'abundant presència de vinya a la comarca- coronada per una biga amb la data 1790.
(Text procedent del POUM)